# 邊緣運算
邊緣運算（英語：Edge computing），是一種分散式運算的架構，將應用程式、數據資料與服務的運算，由網路中心節點，移往網路邏輯上的邊緣節點來處理。邊緣運算將原本完全由中心節點處理大型服務加以分解，切割成更小與更容易管理的部份，分散到邊緣節點去處理。邊緣節點更接近於用戶終端裝置，可以加快資料的處理與傳送速度，減少延遲。在這種架構下，資料的分析與知識的產生，更接近於數據資料的來源，因此更適合處理大數據。

## 延伸閱讀
- Pijush Kanti Dutta Pramanik, Saurabh Pal, Aditya Brahmachari, Prasenjit Choudhury, “Processing IoT Data: From Cloud to Fog. It’s Time to be Down-to-Earth,” IGI Global, 2018, DOI:10.4018/978-1-5225-4044-1.ch007, https://www.igi-global.com/chapter/processing-iot-data/206593 （页面存档备份，存于）